# 長野県道475号信州新中条線
長野県道475号信州新中条線（ながのけんどう475ごう しんしゅうしんなかじょうせん）は、長野県長野市信州新町と同市中条を結ぶ一般県道。

## 概要

### 路線データ
- 起点：長野市信州新町新町（長野県道36号信濃信州新線交点）
- 終点：長野市中条（長野県道31号長野大町線交点）

## 通過する自治体
- 長野市

## 交差・接続する道路
- 長野県道36号信濃信州新線 - 長野市信州新町新町（起点）
- 長野県道31号長野大町線 - 長野市中条（終点）